# Theater aan de Rijn
Theater aan de Rijn is een theater met twee zalen aan de Rijnstraat in Arnhem en onderdeel van netwerkorganisatie De Nieuwe Oost.

## Geschiedenis
Het pand werd oorspronkelijk in 1869 gebouwd oorspronkelijk als woonhuis door de Vrijmetselarij (De Geldersche Broederschap). De jaren daarna werd het gebouw meermaals verbouwd met nieuwe zalen, elektriciteit, en er werd centrale verwarming aangelegd. In 1918 betrok de Volksuniversiteit het gebouw. Dit duurde tot na de Tweede Wereldoorlog. In 1957 was het gebouw in zeer slechte staat en besloot de gemeente het te renoveren.
Toneelgroep Theater vestigde zich in 1966 in het pand en verbouwde het tot theater. Dit maakte Theater aan de Rijn tot een van de eerste vlakke-vloertheaters van Nederland. De opening vond plaats op 16 oktober 1966, met de eenakter De Les van Eugène Ionesco.
In 2001 nam Generale Oost het gebouw over, nadat het kort leeg had gestaan. Om het theater te moderniseren werd ingrijpende verbouwing uitgevoerd die nieuwe zalen, een nieuwe foyer en een geheel nieuwe entree aan het Bartokplein opleverde. Het theater heropende in december 2016.
In 2017 won het theatergebouw de vakjuryprijs van de Willem Diehlprijs.